# Хуман, Карл
Карл Ху́ман (нем. Carl Humann, Karl Humann; 4 января 1839, Штееле, ныне Эссен — 12 апреля 1896, Смирна) — немецкий инженер, архитектор и археолог. Хуман знаменит своими раскопками в Пергаме, приведшими к обнаружению Пергамского алтаря.

## Биография
Хуман получил диплом железнодорожного инженера, работал на строительстве железных дорог и продолжил образование в Берлинской архитектурной академии. Заболев туберкулёзом, Хуман пытался подыскать для себя более полезный климат в тогдашней Османской империи и поселился в 1861 году в Стамбуле. Он участвовал в частности в раскопках на острове Самос, строил во дворце, и объездил в 1864 году Палестину, проводя картографические исследования по поручению османского правительства. Позднее Хуман также составил карту восточной части Балканского полуострова.
В 1867-1873 годах Хуман руководил строительством дорог в Малой Азии. Предварительно он побывал в древнем Пергаме зимой 1864—1865 годов. Он обнаружил, что в Пергаме ещё не проводились полноценные раскопки, хотя находки могут представлять чрезвычайную ценность. Ему пришлось использовать всё своё влияние для того, чтобы предотвратить уничтожение части открытых мраморных руин в известково-газовых печах. Но для настоящих раскопок требовалась поддержка из Берлина. В 1871 году состоялась первая официальная немецкая археологическая экспедиция в Пергам под руководством Эрнста Курциуса и Фридриха Адлера.
Лишь в 1878 году все обстоятельства сложились для Хумана благоприятным образом: директор берлинского Музея скульптуры обеспечил финансовую поддержку раскопок, а Хуман получил официальное разрешение османской стороны. 9 сентября начались первые раскопки в Пергаме, длившиеся один год при участии архитектора Рихарда Бона. Крупные фрагменты фриза алтаря необычайной художественной ценности и многочисленные скульптуры были обнаружены неожиданно. Вторая и третья археологические кампании состоялись в 1880—1881 годах и в 1883—1886 годах. Находки, которые согласно соглашению с османской стороной переходили в собственность Германии, на ослиных повозках пять часов перевозились к побережью, перегружались на немецкие корабли и отправлялись в Берлин.

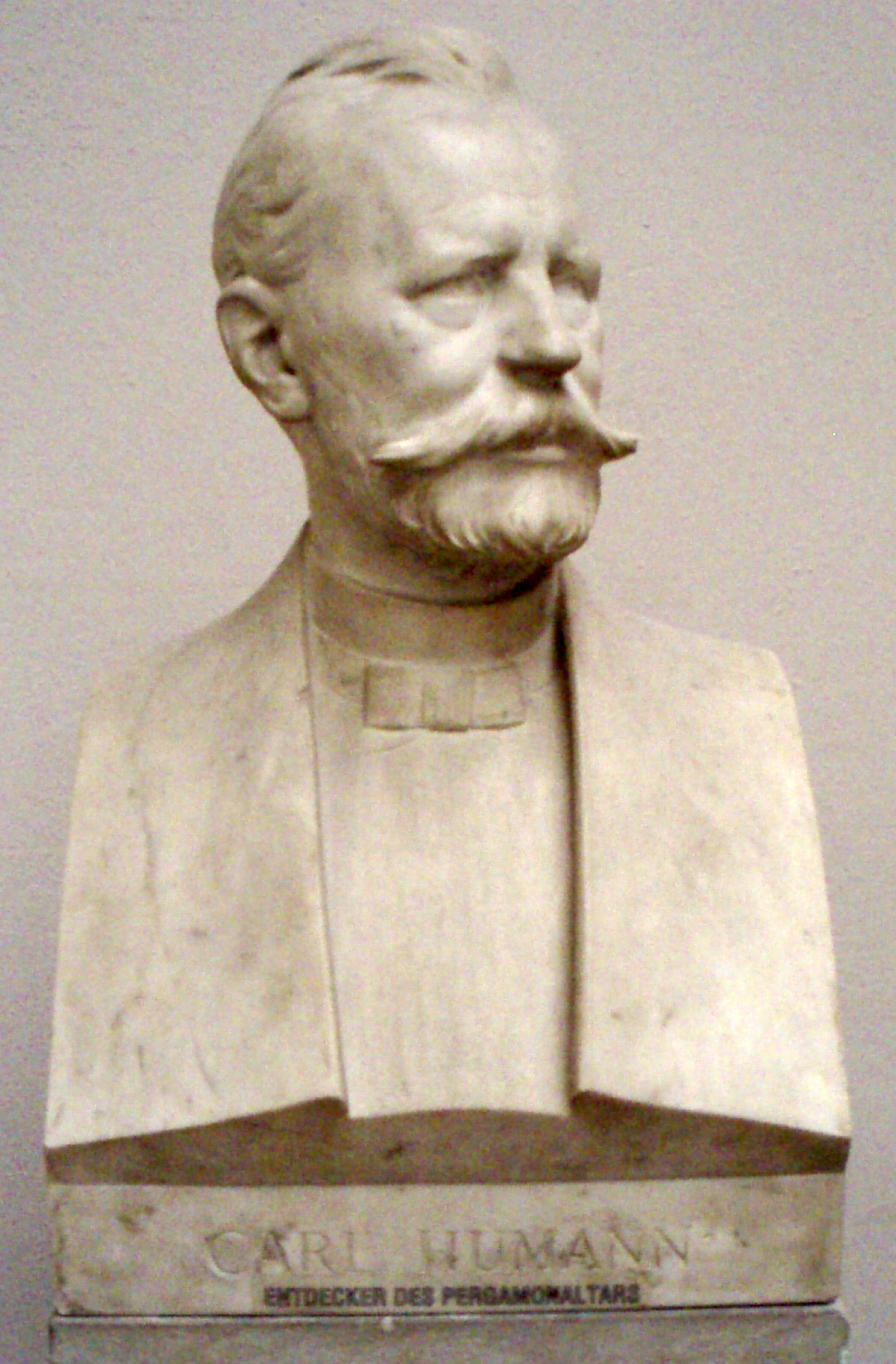
Бюст Хумана работы Адольфа Брютта в Пергамском музее

Германия быстро оценила сенсационность и значение находок, Хуман стал знаменитостью. Теперь осознавшая свою национальную целостность Германия получила возможность достойно противостоять Пергамским алтарём фризу из Парфенона в Британском музее Лондона.
По поручению Прусской академии наук Хуман составлял археологическую документацию древних поселений Ангоры, верхнего Евфрата и северной части Сирии. С 1882 года Хуман ведёт раскопки по поручению Германского восточного общества в Зинкирли. В 1884 году Хуман был назначен директором отдела Королевских музеев Берлина, однако продолжал оставаться в Смирне, представляя интересы королевских музеев на Востоке. Он продолжал свою работу и исследования и принимал в своём пользующемся известностью доме многочисленных гостей. В 1888 году он руководил раскопками в Сендширли в северной Сирии. В 1891—1893 годах Хуман проводил раскопки в Магнесии на Меандре.
Карла Хумана похоронили на католическом кладбище Смирны. В 1967 году его останки были перенесены на акрополь в Пергаме и захоронены к югу от места знаменитого алтаря.
В честь знаменитого археолога в Пергамском музее установлен бюст Хумана, выполненный Адольфом Брюттом в 1901 году к открытию первого здания музея.